# Myzostoma beardi
Myzostoma beardi is een ringworm uit de familie Myzostomatidae.
Myzostoma beardi werd in 1887 voor het eerst wetenschappelijk beschreven door Graff.